# Cmentarz żydowski w Starogardzie Gdańskim
Cmentarz żydowski w Starogardzie Gdańskim – cmentarz żydowski w Starogardzie Gdańskim został założony prawdopodobnie na początku XIX w., około 1,9 km na południowy zachód od rynku, po południowej stronie drogi do Rokocina. Cmentarz zajmuje działkę o nieregularnym kształcie i powierzchni 13629 m kw., od północy i wschodu przylegającą do ul. Bohaterów Getta, z pozostałych stron otoczoną polami uprawnymi i nieużytkami rolnymi.
W budżecie gminy żydowskiej w Starogardzie Gdańskim na lata 1931-1932 wzmiankowano następujące wydatki związane z cmentarzem: ubezpieczenie nieruchomości gminnych, w tym m.in. kostnicy i domu cmentarnego w kwocie 250,60 zł, wynagrodzenie dozorcy w okresie od października 1931 r. do czerwca 1932 r. w kwocie 20 zł oraz utrzymanie grobu Hirschfeldów za kwotę 100 zł.
W okresie międzywojennym cmentarz był otoczony murem z cegły. W północnej części znajdował się dom przedpogrzebowy, wyceniony w 1939 r. na 2250 zł.
W 1939 r. cmentarz stał się miejscem martyrologii. Na jego terenie Niemcy rozstrzelali co najmniej dwóch żydowskich mieszkańców Starogardu. 27 października 1939 r. na cmentarzu został zastrzelony Józef Sagaj, przywieziony z więzienia w Skarszewach.
Podczas drugiej wojny światowej rozpoczęła się dewastacja cmentarza. W 1943 r. nagrobki wywoziła firma Brunona Klose z Gdyni. Część z nich zakupił Edward K., prowadzący zakład kamieniarski w Gdyni.
W okresie powojennym na cmentarzu znajdowała się znaczna liczba macew, które były stopniowo kradzione lub rozbijane. Część cmentarza zajęła, ogrodziła i zabudowała parafia rzymsko-katolicka pw. Najświętszej Maryi Panny Matki Kościoła.
W 1984 r. Towarzystwo Miłośników Ziemi Kociewskiej zamierzało podjąć działania na rzecz upamiętnienia cmentarza. Przygotowany przez Towarzystwo projekt pomnika nie został jednak zaakceptowany. 2 lutego 1985 r. cmentarz wraz z prowadzącą do niego aleją lipową został wpisany do rejestru zabytków nieruchomych województwa gdańskiego pod numerem 928.
W piśmie Gdańskiego Ośrodka Dokumentacji Zabytków z 12 maja 1987 r. stwierdzono: "nekropolia jest dewastowana mimo kilkakrotnych pism do Naczelnika Miasta". W tym okresie widoczne jeszcze były fundamenty zburzonego domu przedpogrzebowego oraz relikty ogrodzenia z cegły.
W wyniku dewastacji obecnie w obrębie cmentarza znajduje się około 20-30 nagrobków w różnym stanie zachowania, w formie stel, płyt horyzontalnych i obmurowań grobów, wykonanych z piaskowca i betonu. Czytelne inskrypcje - sporządzone w języku hebrajskim i niemieckim - udało się zidentyfikować na 16 nagrobkach. Najstarsza zidentyfikowana stela znajduje się we wschodniej części cmentarza, na grobie Jehudy Lejba syna Cwi Hirsza, zmarłego 29.07.1819 r. W centralnej części cmentarza znajduje się destrukt nagrobka urnowego Ariego Izaaka Goldfarba - właściciela zakładów tytoniowych, wiceburmistrza i członka Rady Miejskiej, honorowego obywatel Starogardu Gdańskiego, zmarłego 5 lutego 1925 r. w Wiesbaden i poddanego kremacji w Wilmersdorf.
Cmentarz jest otoczony współczesnym, częściowo zniszczonym ogrodzeniem z siatki metalowej. Wejście jest możliwe przez niezamykaną furtkę. Teren porasta niepielęgnowana roślinność: trawa, lilaki pospolite, tawuły, lipy, jesiony, klony i brzozy.
Cmentarz stanowi własność gdańskiej filii Związku Gmin Wyznaniowych Żydowskich w RP.
.